# Lagenipora ferocissima
Lagenipora ferocissima är en mossdjursart som beskrevs av Gordon 1984. Lagenipora ferocissima ingår i släktet Lagenipora och familjen Celleporidae. Inga underarter finns listade i Catalogue of Life.